# Lebanon (Oregón)
Lebanon es una ciudad ubicada en el condado de Linn en el estado estadounidense de Oregón. En el año 2000 tenía una población de 12,950 habitantes y una densidad poblacional de 952.4 personas por km².

## Geografía
Lebanon se encuentra ubicada en las coordenadas 44°31′59″N 123°54′28″O / 44.53306, -123.90778.

## Demografía
Según la Oficina del Censo en 2000 los ingresos medios por hogar en la localidad eran de $31,231 y los ingresos medios por familia eran $37,818. Los hombres tenían unos ingresos medios de $32,448 frente a los $24,796 para las mujeres. La renta per cápita para la localidad era de $14,968. Alrededor del 15.7% de la población estaban por debajo del umbral de pobreza.